# Tesfaye Tadesse

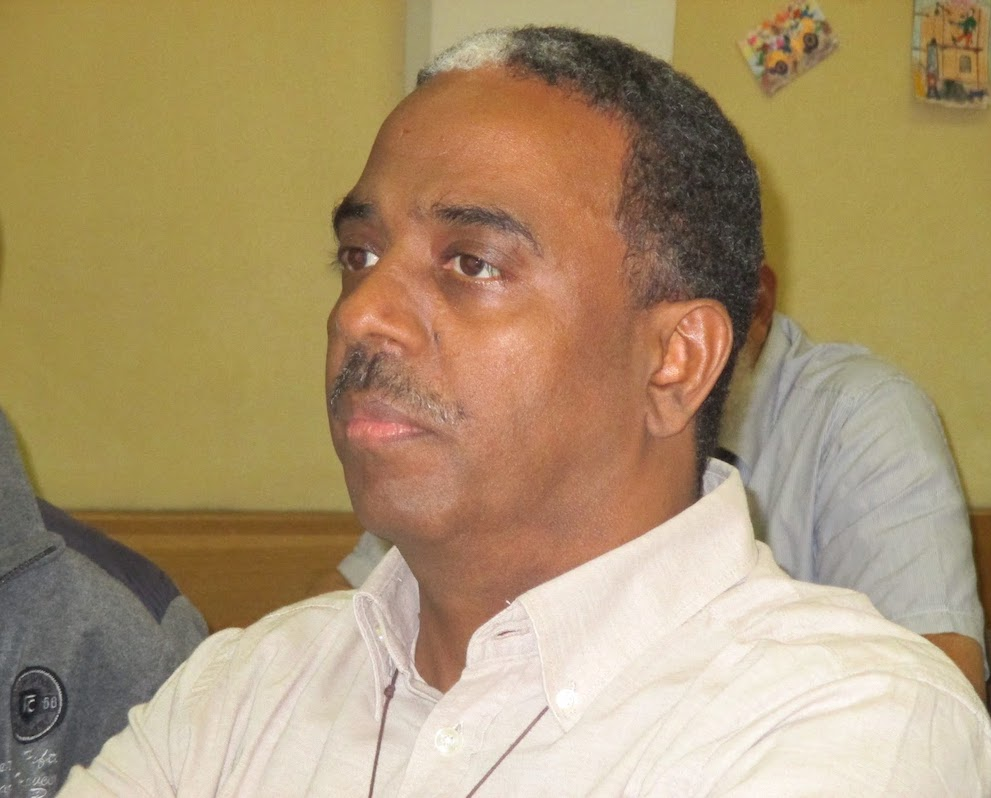
Tesfaye Tadesse (2022)

Tesfaye Tadesse Gebresilasie MCCJ (* 22. September 1969 in Harar, Äthiopien) ist ein äthiopisch-katholischer Ordensgeistlicher und Weihbischof in Addis Abeba.

## Leben
Tesfaye Tadesse trat 1986 der Ordensgemeinschaft der Comboni-Missionare bei, legte am 1. November 1994 die ewige Profess ab und empfing am 26. August 1995 das Sakrament der Priesterweihe. Anschließend ging er nach Ägypten, um Arabisch zu lernen, 1997 war er im Sudan, Khartum tätig. Von 2000 bis 2001 studierte er in Rom am PISAI (Päpstliches Institut für Arabistik und Islamwissenschaft) Islamwissenschaft. Dann ging er nach Äthiopien und wurde am 1. Januar 2005 zum ersten äthiopischen Provinzoberen seines Landes gewählt.
Das XVIII. Generalkapitel der Comboni-Missionare hat 2015 in Rom Tesfaye Tadesse als Nachfolger von Enrique Sánchez González für eine Amtszeit von sechs Jahren zum neuen Generaloberen des Ordens gewählt.
Am 6. November 2024 ernannte ihn Papst Franziskus zum Titularbischof von Cleopatris und zum Weihbischof in Addis Abeba. Die Bischofsweihe spendete ihm der Erzbischof von Addis Abeba, Berhaneyesus Demerew Kardinal Souraphiel CM, am 2. Februar des folgenden Jahres. Mitkonsekratoren waren der Erzbischof von Asmara, Menghisteab Tesfamariam, und der Apostolische Vikar von Meki, Abraham Desta.
Am 24. Juni 2025 berief ihn Papst Leo XIV. zum Mitglied des Dikasteriums für die Institute geweihten Lebens und für die Gesellschaften apostolischen Lebens.